# پروژه نهایی آرچی
پروژه نهایی آرچی (به انگلیسی: Archie's Final Project) یا خودکشی من (به انگلیسی: My Suicide) فیلمی محصول سال ۲۰۰۹ و به کارگردانی دیوید لی میلر است. در این فیلم بازیگرانی همچون گابریل سندی، بروک نوین، دیوید کارادین، ماریل همینگوی، نورا دان، تونی هیل، جو مانتگنا، مایکل ولچ، سندی مارتین، هری شیرر، ونسا لنگیس و استیون آنتونی لارنس ایفای نقش کرده‌اند.